# Мая Гойкович
Мая Гойкович (на сръбски: Маја Гојковић / Maja Gojković) е сръбска политичка и адвокатка, заместник министър-председателка на Сърбия и министърка на културата и информацията от 2020 г., била е председателка на Народната скупщина (2014 – 2020). Тя е член на Сръбската прогресивна партия. Като член на Сръбската радикална партия е била министър без портфейл (1998 – 1999) и заместник министър-председателка на Югославия (1999 – 2000). От 2004 до 2008 г. е кмет на Нови Сад, след което тя напуска Сръбската радикална партия и създава Народната партия, която през 2012 г. се влива в Сръбската прогресивна партия.

## Биография
Родена е на 22 май 1963 г. в град Нови Сад, Социалистическа република Сърбия, СФРЮ. Учи в основно училище „Бранко Радичевич“ и гимназия „Йован Йованович Змай“ в родния си град. През 1987 г. завършва Юридическия факултет на Новосадския университет, а през 1989 г. държи изпит за адвокат. Година по-късно тя започва работа в семейната си адвокатска кантора.

## Политическа дейност
Тя е сред основателите на Сръбската радикална партия, като първо заема поста генерален секретар, след това вицепрезидент на изпълнителния съвет и накрая е заместник-късоводител на партията. Била е правен съветник на Воислав Шешел пред Международния наказателен трибунал за бивша Югославия.

На 14 юли 1995 г., по време на войната в Босна, като заместник-председател на Сръбската радикална партия тя прави изявление за падането на Сребреница само няколко дни след началото на клането:
| „ | Ние приветстваме бързите действия на Армията на Република Сръбска, която най-накрая освободи сръбска Сребреница и сложи край на една от най-значимите горещи точки на мюсюлмански терор. | “ |

През 1992 г. тя става депутат в парламента на Съюзна република Югославия, а от 1996 до 2000 г. е депутат в Народната скупщина на Войводина. От 1998 до 1999 г. е министър без портфейл в сръбското правителство. През 1999 г. е заместник-председателка на федералното правителство на СР Югославия. До 2004 г. е била депутат във федералния парламент на Сърбия и Черна гора.
На местните избори в Сърбия през 2004 г. тя е избрана за кмет на Нови Сад, за първи път чрез гласуване, побеждавайки тогавашния кмет Борислав Новакович. Така тя става първата жена, кметица на Нови Сад.
До 2006 г. тя е заместник-председател на Сръбската радикална партия. През 2008 г. тя създава „Народна партия“, с която участва на местните избори. Тя получа седем общински съветника в Нови Сад. През 2010 г. Народната партия се присъединява към коалиция „Обединени региони на Сърбия“. Поради това, че подкрепя коалиция с Борис Тадич и неговата Демократическа партия, Мая Гойкович и членове от нейната партия са изключени от коалицията. През 2012 г. нейната партия се влива в Сръбската прогресивна партия, която управлява страната и на която тя става член.
На 23 април 2014 г. е избрана за председател на Народната скупщина на Сърбия. През 2018 г. в доклад на „Фрийдъм Хаус“ се съобщава, че като председател на Народната скупщина тя е действала по партизански начин, с голям брой прекъсвания и наказания, наложени върху опозиционни депутати. Тя е критикувана, че е предлагала на депутатите от управляващата коалиция да гласуват за инициативи и предложения чрез звънене на звънец.
На 27 юни 2020 г. тя е хоспитализирана с COVID-19.